# Le Bonheur familial (film)
Pour plus de détails, voir Fiche technique et Distribution.
Le Bonheur familial (Семейное счастье, Semeynoe schaste) est un film soviétique réalisé par Andreï Ladynin, Sergueï Soloviov et Aleksandr Cheïn, sorti en 1969,.

## Fiche technique
- Photographie : Alfredo Alvares, Vladimir Tchukhnov, Alexandre Riabov
- Musique : Isaak Chvarts
- Décors : Anatoli Kuznetsov, Leonid Pertsev, Arnold Vaïsfeld
- Montage : Alla Abramova, Lidia Lysenkova